# デイビッド・ヌワバ
- デイヴィッド・ヌワバ
- デイヴィッド・ンワバ

デイビッド・ヌワバ (David U. Nwaba, 1993年1月14日 - ) はカリフォルニア州ロサンゼルス出身のプロバスケットボール選手。ポジションはシューティングガード。三遠ネオフェニックス所属。大学時代は主にサンタモニカカレッジとカリフォルニア・ポリテクニック州立大学でプレイをしていた。

## 経歴

### 高校
ヌワバはロサンゼルスのユニバーシティ高校に所属し、そこでオール・ウェスタンリーグのMVP、そしてオール・リーグの1stチームに2回選出された。シニア・シーズン(高校4年生)である2010ｰ11シーズンには試合平均22.0点、11.5リバウンドを記録した。

### 大学
大学1年生の2011-12シーズン、ハワイ・パシフィック大学に所属したヌワバはレッド・シャツ(怪我や学業不振などの理由で公式試合に出られない選手)として過ごしたが、サンタモニカカレッジに転校した。2012-13シーズンには、ウェスタン・ステイト・カンファレンス内のサウス・ディビジョンの最優秀選手とオールカリフォルニア・コミュニティ・カレッジ・アスレチック・アソシエーション内のファースト・チームに選出された。最終的に試合平均で20.5点、8.8リバウンド、2.5アシストを記録している。
2013年にヌワバは再び転校し、カリフォルニア・ポリテクニック州立大学に所属した。大学2年生となる2013ｰ14シーズンにおいては、34試合中、30試合で先発出場を果たし、チーム内では1番目、ビッグ・ウェスト・カンファレンス内で8番目、NCAAディビジョン1内で59番目のFG成功率である52.6%を記録した。試合平均の成績は11.7点、4.8リバウンドを、シーズン全体で21ブロックを記録した。また、ビッグ・ウェストトーナメントでは試合平均で14点、スリーポイントシュート成功率72.7%（16/22）を記録し、ビッグ・ウェスト・オールトーナメントチームに選出されている。また、2013年12月14日には、カリフォルニア州立大学を相手にキャリアハイである22点(FG% 11/13)を記録している。
大学3年生となる2014-15シーズン、ヌワバはチーム内で2番目、ビッグ・ウェスト・カンファレンス内で15番目となる試合平均11.4点を記録した。リバウンドについても試合平均で4.7を記録し、昨年とほぼ同じ水準を保っている。更に、合計31スティール(試合平均1.3)を記録した。さらにシーズン中に16回の二桁得点を取った試合があった。2014年12月20日には、ゴンザガ大学を相手にシーズンハイである21点を取っている。
大学4年生となる2015-16年には、ヌワバは30試合に出場して平均で12.5点、6.3リバウンド、3.5アシスト、1.2スティールの成績を残し、オール・ビッグウェスト特別賞に選ばれた。また、カリフォルニア・ポリテクニック大学に在籍している間に合計465本のリバウンドを記録し、リバウンド獲得数で歴代15位となり、チーム史上23番目の1000点以上を取った選手となった。

### NBAデベロップメント・リーグ

#### ロサンゼルス・ディーフェンダーズ
カリフォルニア・ポリテクニック州立大学を社会学の学位を取って卒業した2016年の春、ヌワバはNBAデベロップメント・リーグ(現在はNBAゲータレード・リーグ)のリノ・ビッグホーンズのトライアウトを受けた。その後ビッグホーンズは彼と契約を結んだが、2016年10月30日にロサンゼルス・ディーフェンダーズにトレードされた。ヌワバはディーフェンダーズのトレーニングキャンプを経て、開幕戦のロスターへと名前を連ねる事が出来た。

### NBA

#### ロサンゼルス・レイカーズ
2017年2月28日、ヌワバは10日間契約をロサンゼルス・レイカーズと結んだ。その夜、ヌワバは第4Qで6分間試合に出場し、NBAデビューを果たした。(対戦相手はシャーロット・ホーネッツ。109-104で敗戦)。
2017年3月11日には、ヌワバは2回目の10日間契約をレイカーズと結んだ。その数日後のフィラデルフィア・セブンティシクサーズ戦で先発で16分出場し、6点を取っている(118-116で敗戦)。
レイカーズは彼の価値を認め、2017年3月21日にヌワバと複数年契約を結んだ。2017年4月1日、ロサンゼルス・クリッパーズとの試合でヌワバは19点を記録した(115-104で敗戦)。
レイカーズでルーキーシーズンを過ごす間、チーム方針によりヌワバは4回ディーフェンダーズへ戻されている。2017年7月12日、レイカーズがケンタビオス・コールドウェル＝ポープを獲得する際、ロスター人数を調整するためにウェイブされる事になった。

#### シカゴ・ブルズ
ウェイバー期間中の2017年7月14日、ヌワバはシカゴ・ブルズと契約した。
2017-18シーズンの当初、ヌワバは幾度も先発出場を果たした。また、ブルズのチームメイト達は彼のコンテスト・ショット(シュートチェック)を行う姿勢を賞賛した。ヌワバは2018年2月22日のフィラデルフィア・セブンティシクサーズ戦において33分出場し、キャリアハイとなる21得点を記録した(試合結果は116-115で敗戦)。

#### 以降のNBA経歴
2018-19シーズン、3月7日のブルックリン・ネッツとの対戦でキャリアハイを更新する22得点を記録した。2019-20シーズンはブルックリン・ネッツでプレーした。
2020-21シーズン、ヒューストン・ロケッツに加入、古巣シカゴ・ブルズとの対戦でキャリアハイに並ぶ22得点を記録した。
2022-23シーズン開幕前にオクラホマシティ・サンダーにトレードされ、プレシーズンの5試合に出場したが、開幕を控える中チームからウェイブされた。

### その後
2024年1月7日、ブリティッシュ・バスケットボール・リーグのロンドン・ライオンズと契約。
2024年7月24日、Bリーグの三遠ネオフェニックスと契約を結んだことが発表された。2024-25年シーズン、チーム最多の平均17・１得点を記録するなどの活躍で、Bリーグベスト5に選出された。

## 個人成績

### NBA

#### レギュラーシーズン
| シーズン | チーム | GP  | GS | MPG  | FG%  | 3P%  | FT%  | RPG | APG | SPG | BPG | TO  | PPG |
| -------- | ------ | --- | -- | ---- | ---- | ---- | ---- | --- | --- | --- | --- | --- | --- |
| 2016–17  | LAL    | 20  | 2  | 19.9 | .580 | .200 | .641 | 3.2 | 0.7 | 0.6 | 0.4 | 0.6 | 6.0 |
| 2017–18  | CHI    | 70  | 21 | 23.5 | .478 | .346 | .655 | 4.7 | 1.5 | 0.8 | 0.4 | 1.1 | 7.9 |
| 2018–19  | CLE    | 51  | 14 | 19.3 | .481 | .320 | .682 | 3.2 | 1.1 | 0.7 | 0.3 | 0.6 | 6.5 |
| 2019–20  | BKN    | 20  | 0  | 13.4 | .521 | .429 | .667 | 2.3 | 0.4 | 0.6 | 0.6 | 0.4 | 5.2 |
| 2020–21  | HOU    | 30  | 9  | 22.6 | .486 | .270 | .691 | 3.9 | 1.0 | 1.0 | 0.7 | 0.6 | 9.2 |
| 2021–22  | HOU    | 46  | 4  | 13.2 | .483 | .306 | .716 | 3.3 | 0.8 | 0.6 | 0.4 | 0.5 | 5.1 |
| 通算     | 通算   | 237 | 50 | 19.3 | .490 | .320 | .673 | 3.7 | 1.0 | 0.7 | 0.4 | 0.7 | 6.8 |

## 人物
ヌワバの両親は、どちらもナイジェリアのイボ人を起源としている。彼は5人の兄弟姉妹と共に育った。その内の一人が陸上七種競技のプロ選手であるバーバラ・ヌワバである。彼女はアメリカ国内の競技会で優勝を経験している。

## プレイスタイル
ルーズボールに果敢に飛び込む、攻守切り替え時には遅れないよう全力で走るなど、汗をかく事を厭わないハードワークでチームに貢献する。その献身的な姿勢から好意的な視線を送るファンが多い。